# Municipio de Violet Hill
El municipio de Violet Hill (en inglés: Violet Hill Township) es un municipio ubicado en el condado de Izard en el estado estadounidense de Arkansas. En el año 2010 tenía una población de 350 habitantes y una densidad poblacional de 6,89 personas por km².

## Geografía
El municipio de Violet Hill se encuentra ubicado en las coordenadas 36°9′41″N 91°51′8″O / 36.16139, -91.85222. Según la Oficina del Censo de los Estados Unidos, el municipio tiene una superficie total de 50.81 km², de la cual 50,81 km² corresponden a tierra firme y (0 %) 0 km² es agua.

## Demografía
Según el censo de 2010, había 350 personas residiendo en el municipio de Violet Hill. La densidad de población era de 6,89 hab./km². De los 350 habitantes, el municipio de Violet Hill estaba compuesto por el 97,71 % blancos, el 0,29 % eran amerindios y el 2 % eran de una mezcla de razas. Del total de la población el 0 % eran hispanos o latinos de cualquier raza.